# Reviens je t'aime
Albums de Sheila
Oncle Jo
(1969) Love - Les Rois Mages
(1971)
Reviens je t'aime est un album studio (et une chanson) de Sheila sorti en vinyle en 1970 et réédité en CD en 2010.
La dédicace suivante est mentionnée au verso de la pochette de l'album : "Que l'année 1971 vous apporte le bonheur. Sheila"
La photo de la pochette est de Benjamin Auger.
À noter qu'avant d’être réunies dans un album, les nouvelles chansons sortaient d’abord en 45 tours.

## Liste des titres
| Face A | Face A                                       | Face A         | Face A          | Face A | Face A | Face A | Face A | Face A | Face A |
| No     | Titre                                        | Paroles        | Musique         | Durée  |        |        |        |        |        |
| ------ | -------------------------------------------- | -------------- | --------------- | ------ | ------ | ------ | ------ | ------ | ------ |
| A1.    | Reviens je t'aime (Midnight)                 | Claude Carrère | Bouwens         | 3:02   |        |        |        |        |        |
| A2.    | La Pluie                                     | Claude Carrère | Vline Buggy     | 2:38   |        |        |        |        |        |
| A3.    | Julietta                                     | Claude Carrère | Coulter, Martin | 2:55   |        |        |        |        |        |
| A4.    | Na na na (Get yourself a ticket)             | Claude Carrère | Beckman         | 3:05   |        |        |        |        |        |
| A5.    | Chéri tu m'as fait un peu trop boire ce soir | Claude Carrère | Claude Carrère  | 2:45   |        |        |        |        |        |
| 49:25  |                                              |                |                 |        |        |        |        |        |        |

| B1. | Adios Amor en italien                               | Claude Carrère | Claude Carrère | 3:18 |
| B2. | L'ora dell'uscita (L'heure de la sortie) en italien | Claude Carrère | Claude Carrère | 2:50 |
| B3. | Ma vie à t'aimer                                    | Claude Carrère | Claude Carrère | 3:31 |
| B4. | L'agent secret                                      | Claude Carrère | André Salvet   | 2:44 |
| B5. | Le soleil est chez toi                              | Claude Carrère | Claude Carrère | 2:26 |

| Bonus1. | L'agent secret (Version Tv)       | Claude Carrère | André Salvet    | 3:00 |
| Bonus2. | L'agent secret (Version Tv No. 2) | Claude Carrère | André Salvet    | 3:16 |
| Bonus3. | L'agent secret (Inédit En Cd)     | Claude Carrère | André Salvet    | 3:03 |
| Bonus4. | Julietta                          | Claude Carrère | Coulter, Martin | 2:54 |
| Bonus5. | Le soleil est chez toi            | Claude Carrère | Claude Carrère  | 2:25 |
| Bonus6. | Na na na (Get yourself a ticket)  | Claude Carrère | Beckman         | 2:50 |
| Bonus7. | L'agent secret                    | Claude Carrère | André Salvet    | 2:43 |

Durée totale : 49:25

## Production
- Édition Album original :
  - 33 tours / LP Stéréo  Carrère distribution Philips 6450.400 sorti en 1970
  - Cassette audio  Carrère distribution Philips 7140.001 sortie en 1970

- Réédition de l'album :
  - CD  Warner Music 51865924951 : date de sortie : 24 mai 2010.
  - 33 tours / LP Stéréo  Warner Music 51865924906 : date de sortie : 24 mai 2010.

## Les extraits de l'album
- Julietta / Le soleil est chez toi / Na Na Na / L'agent secret.
- Ma vie à t'aimer / Chéri tu m'as fait un peu trop boire ce soir.
- Reviens je t'aime / La pluie.
- Adios amor (en italien) / L'ora dell'uscitta (en italien) (uniquement vendu en Italie).

## Reprises des chansons issues de l'album
Julietta
- 1970 - Paul Mauriat
- 1970 - Georges Jouvin
- 1971 - Chantal Renaud
- 1971 - Yvette Horner

Reviens je t'aime
- 1970 - Paul Mauriat
- 1970 - André Verchuren
- 1970 - Georges Jouvin
- 1970 - Michèle Richard
- 1971 - Raymond Lefebvre
- 1972 - France Gall (Kommst du zu mir, Allemagne)

La Pluie
- 1988 - Khazuko Hohki